# Вій, вітерець!
«Вій, вітерець!» (латис. «Pūt, vējiņi») — латвійський радянський художній фільм 1973 року, знятий на Ризькій кіностудії, екранізація однойменної класичної п'єси у віршах Райніса.

## Сюжет
В основі фільму — адаптований Райнісом народний сюжет. Класичний любовний трикутник: завидний наречений — човняр Улдіс, його наречена — Зане, дочка заможних селян і бідна наймичка Байба, вихована в прийомній сім'ї.
Улдіс сватається до хазяйської дочки, але несподівано закохується в наймичку, що живе на хуторі. Дівчина не наважується відповісти взаємністю закоханому юнакові, знаючи про те, як чекають весілля дочки в будинку її прийомних батьків. Не бачачи виходу із ситуації, не маючи можливості вибрати між любов'ю і почуттям обов'язку, вона наважується на самогубство.

## У ролях
- Есмералда Ермале — Байба
- Гірт Яковлєв — Улдіс
- Петеріс Гаудіньш — Гатинь
- Еліта Крастиня — Анда
- Антра Лієдскалніня — Ціепа
- Астрід Кайріша — Зане
- Ельза Радзіня — мати
- Лідія Фреймане — Орта
- Улдіс Думпіс — Дідзіс
- Хелга Данцберга — епізод
- Юріс Леяскалнс — епізод
- Едгар Лієпіньш — епізод
- Карліс Зушманіс — епізод
- Петеріс Лієпіньш — епізод

## Знімальна група
- Автори сценарію: Імантс Зієдоніс, Гунар Пієсіс
- Режисер: Гунар Пієсіс
- Оператор: Мартиньш Клейнс
- Художник: Дайліс Рожлапа
- Композитор: Імантс Калниньш